# خالد سالم محمد
خالد سالم محمد الأنصاري (1940 - 10 يناير 2021) باحث ومُؤرخ وأديب كويتي. يُعدّ من الشخصيات الأدبيّة في الكويت، وأول من وثق عن جزيرة فيلكا، وكتب عن أسماك الخليج العربي في كتب اللغة والأدب، أصبح عضوًا في رابطة الأدباء الكويتيين عام 1983، بعدها أصبح عضو مجلس إدارة لها منذ سنة 1992 حتى سنة 2009، ثم تولى منصب نائب رئيس الرابطة، كما يُعدّ عضوا مؤسسا في الجمعية التاريخية.

## تعليمه
- تلقى تعليمه في مدرسة فيلكا الابتدائية ثم المتوسطة.

## عمله
- غادر الجزيرة عام 1960م ليعمل في دائرة المطبوعات والنشر، وزارة الإعلام حاليا، بمطبعة الحكومة قسم الزنكغراف.

## وفاته
توفي يوم الأحد 10 يناير 2021 ميلاديّا، الموافق 26 جمادى الأولى 1442 هجريّا، عن عمر ناهز 81 عامًا.

## إنجازاته
- ترأس بعثة البريد ضمن البعثة الطبية الكويتية للديار المقدسة أعوام 1974م - 1976م - 1978م.
- كلف من قبل مؤسسة الكويت للتقدم العلمي بمراجعة وتقييم كتاب (جزيرة فيلكا دراسة إقليمية) الذي اصدرته المؤسسة عام 1988 م.
- كلف من قبل مركز البحوث والدراسات الكويتية بإعداد خريطة تاريخية لجزيرة فيلكا.
- له جهود كبيرة في توثيق الجوانب التاريخية والتعليمية والاجتماعية لجزيرة فيلكا، تلك الجزيرة الجميلة التي تفتحت عينأه على بحرها، وسخر أكثر إنتاجه في الكتابة عنها، وعن الحياة القديمة، وذكريات التعليم، وما أنجبته من العلماء والأدباء والربابنة والفنانين أمثال: العلامة عثمان بن سند، والربان منصور إبراهيم الخليل، والفنان زبن يعقوب، الذي لازم الشاعر عبد الله الفرج وأخذ عنه فنه.
- عضو رابطة الأدباء في الكويت منذ عام 1983 م.
- عضو مجلس إدارة الرابطة 1993م - 1994م - 1995م - 1996م عضواللجنة الثقافية لرابطة الأدباء.
- ساهم في العديد من الملتقيات الأدبية داخل الكويت.
- قدم في رابطة الأدباء محاضرة بعنوان (لمحات من تاريخ فيلكا).
- نشر العديد من المقالات، والدراسات في المجلات والصحف الكويتية، وفي مجلة لم (البيان) التي تصدرها رابطة الأدبا، في الكويت.

## مؤلفاته
1. جزيرة فيلكا لمحات تاريخية واجتماعية صدر عام 1980م والطبعة الأولى، والطبعة الثانية 1994م.
2. ربابنة الخليج الخليج العربي ومصنفاتهم الملاحية صدر عام 1982م.
3. من ذكريات التعليم في جزيرة فيلكا صدر عام 1983م.
4. صور من الحياة القديمة في جزيرة فيلكا صدر عام 1985م.
5. جزيرة فيلكا صفحات من الماضي صدر عام 1987م.
6. كلمات أجنبية ومعربة باللهجة الكويتية صدر عام 1994م الطبعة
7. الكويت في القرنين الثامن عشر والتاسع عشر - حوادث وأخبار صدر عام 1995م.

## الدراسات
1. جزيرة فيلكا بين الماضي والحاضر - جريدة الهدف 15-16 / 1961م.
2. دراسة تاريخية عن جزيرة فيلكا - من العصر اليوناني حتى مطلع القرن العشرين مجلة النهضة - أكتوبر 1977م.
3. صلة جزيرة فيلكا بما حولها من حضارات - مجلة اليقظة - أغسرس 1979م.
4. منصور الخارجي أشهر ربابنة جزيرة فيلكا - مجلة اليقظة - أغسطس 1979 م.
5. الشيخ عثمان بن سند - العلامة الذي ولد في جزيرة فيلكا - مجلة النهضة
6. المخطوطات العربية - ذلك الكنز الثمين - مجلة النهضة - نوفمبر 1977 م.
7. مصاحف عثمان اين هي؟ - مجلة النهضة - 1978م.
8. الملاحة البحرية في الخليج العربي - مجلة اليقظة 1979م.
9. البريد عند العرب - مجلة اليقظة 1979م.
10. كلمات أجنبية في اللهجة الكويتية - مجلة الكويت.
11. الشيخ احمد بن رزق الأسعد - مجلة البيان.
12. الشعر الشعبي - موازنة بين موازنتين - مجلة الكويت.

## المقالات
1. المكتبات الإسلامية الخاصة والعامة - مجلة اليقظة.
2. مطلوب مكتبة وطنية لحفظ تراث الدولة الفكري - جريدة القبس.
3. بين الفصحى والعامية - مجلة اليقظة.
4. انحجاب بين الظاهرة والعرف الاجتماعي - مجلة اليقظة.
5. وقفة خشوع أمام الكعبة - مجلة اليقظة.
6. إنسان العصر بين المادة الروحانية - مجلة اليقظة.
7. سر الرقم سبعة - مجلة البيان.
8. الأذن تعشق قبل العين أحيانأ - مجلة اليقظة.
9. وعاد الصيف - مجلة اليقظة.
10. نبع الأصالة - مجلة الفروسية.
11. سلسلة من طراثف العرب - مجلة الفروسية.
12. مصطلحات ومسميات بحرية وملاحية ذات أصول عريية ~ مجلة الكويت.

## جوائز وتكريمات
حاز على جائزة الدولة التشجيعية في الدراسات التاريخية والآثارية عن كتابه في التراث الغنائي الكويتي وأعلامه. (2008)

## وصلات خارجية
- خالد سالم محمد على موقع أرشيف الشارخ.
- مقالة حول المؤرخ خالد سالم محمد تحتوي على صور نادرة